# Ally (Alto Loira)
 Ally  es una población y comuna francesa, en la región de Auvernia, departamento de Alto Loira, en el distrito de Brioude y cantón de Lavoûte-Chilhac.

## Demografía
| 424 | 376 | 292 | 279 | 237 | 222 |
| Para los censos de 1962 a 1999 la población legal corresponde a la población sin duplicidades (Fuente: INSEE [Consultar]) |     |     |     |     |     |